# Дрімлюга болотяний
Дрімлюга болотяний (Caprimulgus natalensis) — вид дрімлюгоподібних птахів родини дрімлюгових (Caprimulgidae). Мешкає в Африці на південь від Сахари.

## Опис
Довжина птаха становить 20-24 см. Верхня частина тіла коричнева або сірувато-коричнева, сильно поцяткована великими бурими плямами. На шиї слабо виражений рудий "комір". Білі смуги на крилах відсутні, крайні стернові пера білі.

## Підвиди
Виділяють два підвиди:
- C. n. accrae Shelley, 1875 — від Сьєрра-Леоне до західного Камеруну;
- C. n. natalensis Smith, A, 1845 — від Гамбії до Південного Судану, південно-західної Ефіопії, східної Танзанії і півночі ПАР.

## Поширення і екологія
Ареал болотяних дрімлюг дуже фрагментовий. Вони живуть на болотах та на вологих луках, зокрема на заплавних. Зустрічаються на висоті до 2200 м над рівнем моря. Живляться комахами, яких ловлять в польоті.